# Novgorodovaite
La novgorodovaite è un minerale composto da ossalato di calcio. Deve il suo nome alla mineralogista Margarita Ivanovna Novgorodova (Новгородова Маргарита Ивановна, in lingua russa), ex-direttrice del museo mineralogico Fersman (Минералогический музей им. А. Е. Ферсмана), di Mosca dove fu depositato il campione.

## Abito cristallino
Monoclino, microcristalli granulari.

## Origine e giacitura
Si rinviene nei complessi evaporitici del Kazakistan occidentale a profondità comprese tra 800 e 900m, associato ad anidrite, gesso, alite, bischofite, magnesite ed hilgardite. Il minerale viene ottenuto anche sinteticamente in laboratorio.

## Forma in cui si presenta in natura
Aggregati granulari, grani non più grandi di 7 mm.